# Ippolit Kononowicz
Ippolit Silwestrowicz Kononowicz, Ipalit Silwestrawicz Kananowicz (ros. Ипполит Сильвестрович Кононович, biał.  Іпаліт Сільвестравіч Канановіч, ur. 21 kwietnia 1908 we wsi Kukowicze w guberni mińskiej, zm. 29 października 1974 w Mińsku) – radziecki polityk.

## Życiorys
W 1929 był przewodniczącym wiejskiej komuny w rodzinnej wsi, od 1930 do 1935 służył w Armii Czerwonej, w 1931 został członkiem WKP(b). Po zwolnieniu z armii był przewodniczącym rejonowej rady, później okręgowej rady towarzystwa pomocy obronie i przemysłowi lotniczemu i chemicznemu, w 1940 został I sekretarzem rejonowego komitetu Komunistycznej Partii (bolszewików) Białorusi (KP(b)B) w Słucku. Po ataku Niemiec na ZSRR został w lipcu 1941 ponownie powołany do armii, później od listopada 1942 do 7 lipca 1944 był członkiem Podziemnego Komitetu Obwodowego KP(b)B w Mińsku i jednocześnie od marca 1943 do lipca 1944 I sekretarzem podziemnego rejonowego komitetu KP(b)B w Słucku i pełnomocnikiem Białoruskiego Sztabu Ruchu Partyzanckiego, a od lipca 1943 komisarzem 64 Brygady Partyzanckiej im. Czkałowa. Po wojnie, 1948-1950 był sekretarzem Komitetu Obwodowego KP(b)B w Bobrujsku, a od 1950 do sierpnia 1961 przewodniczącym Komitetu Wykonawczego Grodzieńskiej Rady Obwodowej, w 1953 zaocznie ukończył Wyższą Szkołę Partyjną przy KC KPZR, 1961-1963 pełnił funkcję zastępcy przewodniczącego Komisji Kontroli Państwowej Rady Ministrów Białoruskiej SRR, po czym został sekretarzem Białoruskiej Republikańskiej Rady Związków Zawodowych.